# Укон Токутаро
Укон Токутаро (яп. (右近 徳太郎, нар. 23 вересня 1913, Кобе — пом. Березень 1944, Бугенвіль) — японський футболіст, що грав на позиції нападника.

## Життєпис
Перший успіх до Укона Токутаро прийшов у 1930 році, коли він виграв національний чемпіонат середніх шкіл з футболу для свого рідного міста Кобе. У 1931 році він вступив до університету Кейо і став провідним гравцем футбольної команди університету. Він демонстрував сильні виступи на багатьох міжвузівських змаганнях в Університетській лізі Канто під керівництвом відомого тренера Кейо Теїчі Мацумару. Тому Укон був обраний представляти Японію на 10-му Чемпіонаті Далекосхідних ігор з футболу в 1934 році, де він граючи проти Філіппін і Китаю. Його знову викликали до збірної на Олімпійські ігри в Берліні 1936 року, і він зіграв в обох іграх.
Він продовжував грати у футбол і останній раз виступав на міжнародній арені в 1940 році проти Філіппін на Іграх Східної Азії. У 1942 році був призваний на бойові дії у Другу світову війну. Загинув у 1944 році в бою на острові Бугенвіль, нині частина Папуа Нової Гвінеї. Він згадувався в автобіографії Кадзуко Коморі, популярної японської жінки-кінокритика, де вона описувала свої різноманітні романи.

## Клубна кар'єра
Грав за університетську команду Kobe Club.

## Виступи за збірну
Був учасником футбольного турніру на Олімпійських іграх 1936 року.

## Статистика
Статистика виступів у національній збірній
| Збірна Японії | Збірна Японії | Збірна Японії |
| Роки          | Ігри          | голи          |
| ------------- | ------------- | ------------- |
| 1934          | 2             | 0             |
| 1935          | 0             | 0             |
| 1936          | 2             | 1             |
| 1937          | 0             | 0             |
| 1938          | 0             | 0             |
| 1939          | 0             | 0             |
| 1940          | 1             | 0             |
| Усього        | 5             | 1             |